# Петербургская газета
«Петербу́ргская газе́та», позднее также «Петрогра́дская газе́та», «Петрогра́дская жизнь», «Но́вая петрогра́дская газе́та» — русская ежедневная политическая и литературная газета, принадлежащая к так называемой «малой прессе» (1867—1918). Основана в 1867 году Ильёй Александровичем Арсеньевым.

## История газеты

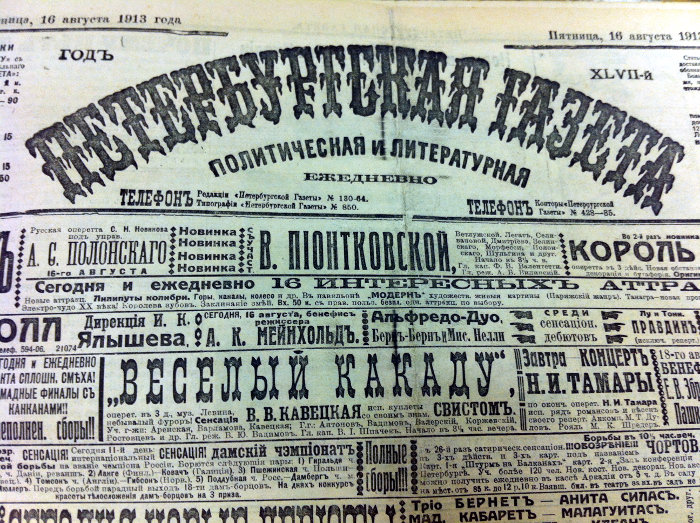
«Петербургская газета». 1913 г.

Сначала была мало распространена, но с 1871 года, когда была куплена С. Н. Худековым, приобрела обширный круг читателей. С 1871 года газете был разрешён политический отдел. В период 1879—1881 годы редактором газеты был И. А. Баталин, в 1881—1887 — П. А. Монтеверде, в 1887—1893 — А. К. Гермониус; с 1893 года её редактируют Н. С. Худеков и П. Ф. Левдик (временно). С 1895 года к «Петербургской газете» бесплатно прилагался журнал «Наше время». В числе сотрудников газеты пользовались вниманием публики: публицисты — С. Н. Худеков, И. А. Баталин (Оса), А. А. Дьяков (|Юниус 2-й)? П. А. Монтеверде (Амикус), А. Р. Кугель (Homo novus), беллетристы — Н. С. Лесков, С. Н. Терпигорев (Атава), В. Г. Авсеенко, И. И. Ясинский; юмористы — Д. П. Ломачевский и в особенности Н. А. Лейкин; поэты-юмористы — Д. Д. Минаев (Общий друг и Майор Бурбонов), Г. Н. Жулёв (Скорбный поэт и Дебютант), Н. К. Никифоров (Боримир), П. К. Мартьянов и др.; театральные и музыкальные критики — А. А. Плещеев и В. С. Баскин. 
В 1867—1871 годах газета выходила 3 раза в неделю, с 1871 года — четыре раза, с 1878 года — пять раз, с 1882 года стала выходить ежедневно.
В 1873 и 1877 годах выход газеты временно приостанавливался по цензурным соображениям.
С началом Первой мировой войны и последовавшим переименованием российской столицы в 1914 году газета выходила последовательно под названиями «Петроградская газета», «Петроградская жизнь», «Новая петроградская газета».
С марта 1917 года газета выступала с поддержкой Временного правительства и за войну «до победного конца»; вела ожесточённую борьбу с большевиками и доказывала необходимость контрреволюционной диктатуры. Закрыта 22 ноября 1917 года.

## Чехов в газете
В 1885—1887 годах в отделе «Летучие заметки» были напечатаны следующие рассказы Чехова с подписью А. Чехонте:
- Сапоги — «Петербургская газета», 1885, № 149, 3 июня
- Стража под стражей — «Петербургская газета», 1885, 17 июня, № 163
- Интеллигентное бревно — «Петербургская газета», 1885, № 169, 23 июня,
- Налим — «Петербургская газета», 1885, № 177, 1 июля
- В аптеке — «Петербургская газета», 1885, № 182, 6 июля
- Лошадиная фамилия — «Петербургская газета», 1885, № 183, 7 июля
- Заблудшие — «Петербургская газета», 1885, № 191, 15 июля
- Егерь — «Петербургская газета», 1885, № 194, 18 июля
- Злоумышленник — «Петербургская газета», 1885, № 200, 24 июля
- Жених и папенька — «Петербургская газета», 1885, № 207, 31 июля
- Гость — «Петербургская газета», 1885, № 212, 5 августа
- Конь и трепетная лань — «Петербургская газета», 1885, № 219, 12 августа
- Утопленник — «Петербургская газета», 1885, № 226, 19 августа
- Козлы отпущения (Посвящается молодым папашам)[4]«Петербургская газета», 1885, № 233, 26 августа
- Староста — «Петербургская газета», 1885, № 340, 2 сентября
- Кляузник[5] — «Петербургская газета», 1885, № 273, 5 октября
- Мертвое тело — «Петербургская газета», 1885, № 247, 9 сентября
- Кухарка женится — «Петербургская газета», 1885, № 254, 16 сентября
- После бенефиса — «Петербургская газета», 1885, № 261, 23 сентября
- Общее образование — «Петербургская газета», 1885, № 268, 30 сентября
- Психопаты — «Петербургская газета», 1885, № 275, 7 октября
- Индейский петух — «Петербургская газета», 1885, № 282, 14 октября
- Сонная одурь — «Петербургская газета», 1885, № 289, 21 октября
- Контрабас и флейта — «Петербургская газета», 1885, № 296, 28 октября
- Ниночка — «Петербургская газета», 1885, № 303, 4 ноября
- Писатель — «Петербургская газета», 1885, № 310, 11 ноября
- Без места — «Петербургская газета», 1885, № 317, 18 ноября
- Горе — «Петербургская газета», 1885, № 324, 25 ноября
- Тряпка — «Петербургская газета», 1885, № 331, 2 декабря
- Святая простота — «Петербургская газета», 1885, № 338, 9 декабря
- Циник — «Петербургская газета», 1885, № 345, 16 декабря
- Mari d’elle — «Петербургская газета», 1885, № 347, 18 декабря
- Зеркало — «Петербургская газета», 1885, № 358, 30 декабря
- Художество — «Петербургская газета», 1886, № 5, 6 января
- Первый дебют — «Петербургская газета», 1886, № 12, 13 января
- Детвора — «Петербургская газета», 1886, № 19, 20 января
- Тоска — «Петербургская газета», 1886, № 26, 27 января
- Переполох[6] — «Петербургская газета», 1886, № 33, 3 февраля
- Актерская гибель — «Петербургская газета», 1886, № 40, 10 февраля
- Иван Матвеич — «Петербургская газета», 1886, № 60, 3 марта

Кроме того, с подписью Рувер были напечатаны:
- Ряженые — «Петербургская газета», 1886, № 1, 1 января, стр. 2
- Блины — «Петербургская газета», 1886, № 49, 19 февраля, стр. 2

В «Петербургской газете», № 73, от 16 марта 1887 года, в отделе «Летучие заметки» был опубликован рассказ Чехова «Рано!».
- Сирена, № 231 от 24 августа 1887 года.